# Bernhard Fredrik Godenhjelm
Bernhard Fredrik Godenhjelm (né le 7 mars 1840 à Saint-Pétersbourg – mort le 30 septembre 1912 à Helsinki) est un professeur d'université finlandais.

## Ouvrages
- (fi) Saksalais-suomalainen sanakirja, Helsinki, Suomalaisen Kirjallisuuden Seura, 1873
- (fi) Oppikirja suomalaisen kirjallisuuden historiassa, Weilin+Göös, 1884 (réimpr. (8ème) 1912)
- (fi) Runous ja runouden muodot 1 : Runous kuvausvoiman ja kansanhengen tuotteena, Weilin+Göös, 1885 (réimpr. 1922)
- (fi) Runous-opin pääkohdat : kouluja varten, Weilin+Göös, 1891 (réimpr. (6ème) 1922)
- (fi) Lyhyt runous-oppi : jatko-opistoja varten, Weilin+Göös, 1891 (réimpr. (4ème) 1920)
- (fi) Mikä on suomalainen sivistys?, Helsinki, Tekijä, 1906
- (fi) Saksalais-suomalainen sanakirja. Edellinen osa, A-H. Suomalaisen Kirjallisuuden Seura, Helsinki, 1906
- (fi) Suomalaisen naissivistyksen työmailta : Helsingin suomalainen tyttökoulu 1869-86 ja Suomalainen jatko-opisto 1881-1905., WSOY, 1912
- (fi) Runous ja runouden muodot : kirjoitelmia, runoja., Helsinki, Suomalaisen Kirjallisuuden Seura, 1914
- (fi) Saksalais-suomalainen sanakirja / Deutsch-finnisches Wörterbuch. Jälkimmäinen osa, O-Z, Helsinki, Suomalaisen Kirjallisuuden Seura,, 1916